# بيلا لينغيل
بيلا لينغيل (بالمجرية: Lengyel Béla)‏ هو لاعب كرة قدم مجري في مركز الوسط، ولد في 29 أكتوبر 1990 في سولنوك في المجر. لعب مع Budaörsi SC ‏.

## وصلات خارجية
- بيلا لينغيل على موقع قاعدة بيانات كرة القدم.إي يو (الإنجليزية)
- بيلا لينغيل على موقع Soccerway.com (الإنجليزية)